# Galería Nacional de Bellas Artes de Jordania
La Galería Nacional de Bellas Artes de Jordania es un importante museo de arte contemporáneo ubicado en Amán, Jordania. La inauguración oficial de la Galería Nacional de Bellas Artes de Jordania (JNGFA) se llevó a cabo bajo el patrocinio de su majestad el difunto rey Hussein y su majestad la reina Noor Al Hussein, el museo fue fundado en 1980 por la Royal Society of Fine Arts, la colección permanente del museo «comprende más de 2000 obras que incluyen pinturas, grabados, esculturas, grabados, esculturas, fotografías, instalaciones, tejidos y cerámicas de más de 800 artistas de 59 países, principalmente en Asia y África».

## Colecciones
La colección permanente del museo incluye obras de artistas de «Argelia, Armenia, Australia, Baréin, Dinamarca, Egipto, Francia, Ghana, India, Indonesia, Irán, Iraq, Italia, Japón, Jordania, Kabardino Balkaria, Kuwait, Kirguistán, Líbano, Libia, Malasia, Malta, Mongolia, Marruecos, Países Bajos, Nigeria, Omán, Pakistán, Palestina, Papúa Nueva Guinea, Perú, Filipinas, Qatar, Arabia Saudita, Senegal. España, Sudán, Suiza, Siria, Taiwán, Tayikistán, Tailandia, Túnez, Turquía , Turkmenistán, Emiratos Árabes Unidos, Reino Unido, Estados Unidos, Uzbekistán, Yemen y Antigua República de Yugoslavia»".

## Instalaciones del museo
La renovación y expansión del edificio del museo bajo el arquitecto Mohamed al-Asad recibió el Premio Aga Khan de Arquitectura en 2007.

## Setenta años de arte jordano contemporáneo
Bajo el patrocinio de la reina Rania Al Abdullah, la Royal Society of Fine Arts (RSOFA) organizó la Exposición de arte más grande de Jordania y organizó una exhibición de arte titulada «70 años de arte jordano contemporáneo», el 21 de mayo de 2013. El evento mostró más de 200 obras creadas por 195 artistas jordanos de diferentes generaciones e incluyó pinturas, escultura, videoarte, fotografía, artes gráficas, cerámica e instalaciones, ofreciendo a los espectadores un amplio espectro de creatividad por parte de los artistas.
Con una documentación histórica del patrimonio artístico jordano a lo largo de los años, la colección expuesta muestra los esfuerzos realizados por la Galería Nacional de Bellas Artes de Jordania para compilar una representación visual completa de la rica historia de arte visual de Jordania. Esta exposición es la más grande de Jordania hasta la fecha, lo que refleja de manera efectiva el papel de la galería como patrón de las artes y como fuente de referencia para quienes deseen conocer más sobre los artistas jordanos.
Los trabajos expuestos también se presentarán en un catálogo que documenta información biográfica sobre sus creadores. El libro también incluye una historia cronológica del movimiento artístico jordano en sus diversas fases, al tiempo que refleja el papel desempeñado por la Galería Nacional de Bellas Artes de Jordania como promotor de las artes. La exposición estuvo abierta al público por un período de tres meses.

## Museo Touring
La Galería Nacional de Bellas Artes de Jordania lanzó el proyecto del «Museo Touring» bajo el patrocinio de la princesa Rajwa Bint Ali, Presidenta de la Real Sociedad de Bellas Artes, el lunes 18 de mayo de 2009 con ocasión del Día Internacional de los Museos.
Este proyecto pionero tenía como objetivo aumentar la conciencia cultural en la plástica y las artes visuales e introducir el movimiento artístico en Jordania y en el mundo árabe en colaboración con diferentes pueblos y provincias del Reino.
La Galería Nacional de Bellas Artes de Jordania cree en la importancia de difundir e introducir el movimiento artístico para aquellos que viven en áreas remotas del país.
Fue lanzado por primera vez en la escuela secundaria Al Yazedieh para niñas en la provincia de Salt el lunes 18 de mayo de 2009. El proyecto incluye una exposición para obras de arte originales de la colección permanente de la galería, así como talleres y conferencias de artistas y académicos especializados.